# Meus Prêmios Nick 2014
O Meus Prêmios Nick 2014 foi a 15ª edição da premiação Meus Prêmios Nick. Aconteceu no dia 30 de outubro no Citibank Hall, em São Paulo, sendo apresentado por Richard Rasmussen e Sabrina Sato.
Passando dos 30,4 milhões de votos no site oficial do evento, a segunda fase vai até o dia 12 de outubro, tendo votação através do site oficial e duas categorias podem ser votadas exclusivamente pelo Twitter; "Fanáticos Favoritos" e "Personalidade Nacional Favorita".

## Indicados

### Série de TV Favorita
| Indicado            | Resultado | País           |
| ------------------- | --------- | -------------- |
| Sam & Cat           | Venceu    | Estados Unidos |
| The Vampire Diaries | Indicado  | Estados Unidos |
| Boa Sorte, Charlie! | Indicado  | Estados Unidos |
| Pretty Little Liars | Indicado  | Estados Unidos |

### Atriz Favorita
| Indicado           | Programa       | Resultado | País   |
| ------------------ | -------------- | --------- | ------ |
| Tatá Werneck       | Amor à Vida    | Venceu    | Brasil |
| Bruna Marquezine   | Em Família     | Indicado  | Brasil |
| Isabelle Drummond  | Geração Brasil | Indicado  | Brasil |
| Marina Ruy Barbosa | Império        | Indicado  | Brasil |

### Ator Favorito
| Indicado          | Programa           | Resultado | País   |
| ----------------- | ------------------ | --------- | ------ |
| Jean Paulo Campos | Patrulha Salvadora | Indicado  | Brasil |
| Fábio Porchat     | Vai que Cola       | Indicado  | Brasil |
| Paulo Gustavo     | Vai que Cola       | Indicado  | Brasil |
| Bruno Gissoni     | Em Família         | Venceu    | Brasil |

### Personagem de TV Favorito
| Indicado        | Programa            | Resultado | País           |
| --------------- | ------------------- | --------- | -------------- |
| Bob Esponja     | Bob Esponja         | Venceu    | Estados Unidos |
| Damon Salvatore | The Vampire Diaries | Indicado  | Estados Unidos |
| Violetta        | Violetta            | Indicado  | Argentina      |
| Sheldon Cooper  | Big Bang Theory     | Indicado  | Estados Unidos |

### Desenho Favorito
| Indicado         | Resultado | País           |
| ---------------- | --------- | -------------- |
| Bob Esponja      | Indicado  | Estados Unidos |
| Hora de Aventura | Indicado  | Estados Unidos |
| Turma da Monica  | Venceu    | Brasil         |
| Apenas Um Show   | Indicado  | Estados Unidos |

### Artista Internacional Favorito
| Indicado      | Resultado | País           |
| ------------- | --------- | -------------- |
| Demi Lovato   | Venceu    | Estados Unidos |
| Dulce Maria   | Indicado  | México         |
| One Direction | Indicado  | Reino Unido    |
| Ariana Grande | Indicado  | Estados Unidos |

### Cantora Favorita
| Indicado      | Resultado | País   |
| ------------- | --------- | ------ |
| Ivete Sangalo | Indicado  | Brasil |
| Anitta        | Indicado  | Brasil |
| Manu Gavassi  | Venceu    | Brasil |
| Pitty         | Indicado  | Brasil |

### Cantor Favorito
| Indicado     | Resultado | País   |
| ------------ | --------- | ------ |
| Luan Santana | Venceu    | Brasil |
| Lucas Lucco  | Indicado  | Brasil |
| Di Ferrero   | Indicado  | Brasil |
| Thiaguinho   | Indicado  | Brasil |

### Música do Ano
| Indicado               | Artista          | Resultado | País   |
| ---------------------- | ---------------- | --------- | ------ |
| "Tudo Que Você Quiser" | Luan Santana     | Venceu    | Brasil |
| "Quero Você"           | Fly              | Indicado  | Brasil |
| "Cobertor"             | Anitta e Projota | Indicado  | Brasil |
| "País do Futebol"      | MC Guimê         | Indicado  | Brasil |

### Revelação Musical
| Indicado    | Resultado | País   |
| ----------- | --------- | ------ |
| Lucas Lucco | Indicado  | Brasil |
| Fly         | Venceu    | Brasil |
| Gabi Luthai | Indicado  | Brasil |
| MC Gui      | Indicado  | Brasil |

### Filme do Ano
| Indicado                    | Resultado | País           |
| --------------------------- | --------- | -------------- |
| A Culpa é das Estrelas      | Venceu    | Estados Unidos |
| Malévola                    | Indicado  | Estados Unidos |
| Frozen                      | Indicado  | Estados Unidos |
| Como Treinar o Seu Dragão 2 | Indicado  | Estados Unidos |

### Gato do Ano
| Indicado       | Resultado | País   |
| -------------- | --------- | ------ |
| Chay Suede     | Venceu    | Brasil |
| Caio Castro    | Indicado  | Brasil |
| Lucas Lucco    | Indicado  | Brasil |
| Klebber Toledo | Indicado  | Brasil |

### Gata do Ano
| Indicado           | Resultado | País   |
| ------------------ | --------- | ------ |
| Marina Ruy Barbosa | Indicado  | Brasil |
| Bruna Marquezine   | Indicado  | Brasil |
| Ísis Valverde      | Indicado  | Brasil |
| Isabelle Drummond  | Venceu    | Brasil |

### Humorista Favorito
| Indicado       | Resultado | País   |
| -------------- | --------- | ------ |
| Tatá Werneck   | Venceu    | Brasil |
| Danilo Gentili | Indicado  | Brasil |
| Fábio Porchat  | Indicado  | Brasil |
| Paulo Gustavo  | Indicado  | Brasil |

### Atleta Favorito
| Indicado   | Resultado | País   |
| ---------- | --------- | ------ |
| David Luiz | Venceu    | Brasil |
| Neymar     | Indicado  | Brasil |
| Karen Jonz | Indicado  | Brasil |
| José Aldo  | Indicado  | Brasil |

### App Favorito
| Indicado    | Resultado | País           |
| ----------- | --------- | -------------- |
| WhatsApp    | Venceu    | Estados Unidos |
| Instagram   | Indicado  | Estados Unidos |
| Perguntados | Indicado  | Brasil         |
| Minecraft   | Indicado  | Estados Unidos |

### Livro Favorito
| Indicado                          | Resultado | País           |
| --------------------------------- | --------- | -------------- |
| A Culpa É das Estrelas            | Venceu    | Estados Unidos |
| Diário de Um Banana: Maré de Azar | Indicado  | Estados Unidos |
| Trilogia - Jogos Vorazes          | Indicado  | Estados Unidos |
| Destrua Esse Diário               | Indicado  | Estados Unidos |

### Melhor da Web
| Indicado        | Resultado | País   |
| --------------- | --------- | ------ |
| Mundonick       | Venceu    | Brasil |
| Tulio Borgias   | Indicado  | Brasil |
| Karol Pinheiro  | Indicado  | Brasil |
| Manual do Mundo | Indicado  | Brasil |